# IC 3490
IC 3490 — галактика типу E? (еліптична галактика) у сузір'ї Діва.
Цей об'єкт міститься в оригінальній редакції індексного каталогу.